# Troisième circonscription de l'Oise (1958-1986)
La troisième circonscription de l'Oise est une ancienne circonscription législative de l'Oise sous la Cinquième République de 1958 à 1986.

## Description géographique, historique et démographique
Par ordonnance du 13 octobre 1958 relative à l'élection des députés à l'Assemblée nationale, la troisième circonscription est créée et est délimitée par les cantons suivants : 
- Canton de Clermont
- Canton de Crépy-en-Valois
- Canton d'Estrées-Saint-Denis
- canton de Liancourt
- Canton de Pont-Sainte-Maxence
- Canton de Saint-Just-en-Chaussée[1].

La circonscription regroupe un canton de l'arrondissement de Compiègne, trois cantons de l'arrondissement de Clermont et deux cantons de l'arrondissement de Senlis.
La loi organique du 10 juillet 1985 entraîne la suppression de la circonscription lors des élections législatives de 1986 qui se sont déroulées selon un mode de scrutin proportionnel à un seul tour par listes départementales. Elle dote également le département de l'Oise de sept députés pour la prochaine législature au lieu de cinq depuis le début de la Ve République.
Les lois organiques du 11 juillet 1986 et du 24 novembre 1986 recréent la deuxième circonscription de l'Oise selon un nouveau découpage et en tenant compte du nombre de sept députés pour représenter le département de l'Oise à l'Assemblée nationale,,.
La nouvelle circonscription ne correspond pas au précédent découpage de 1958. La première circonscription, la cinquième circonscription, la quatrième circonscription et la septième circonscription de l'Oise se partagent les cantons de l'ancienne circonscription selon le découpage de 1986.

## Description politique
| Législature | Début de mandat | Fin de mandat  | Député             | Parti politique            | Observations |
| ----------- | --------------- | -------------- | ------------------ | -------------------------- | --- |
| Ire         | 9 décembre 1958 | 9 octobre 1962 | Robert Hersant     | Radical indépendant        | Éditeur et patron de presse. Maire de Ravenel et conseiller général du canton de Saint-Just-en-Chaussée Mandat écourté à la suite d'une dissolution parlementaire décidée par Charles de Gaulle.                                                  |
| IIe         | 6 décembre 1962 | 2 avril 1967   | Robert Hersant     | Rassemblement démocratique | Éditeur et patron de presse. Maire de Ravenel et conseiller général du canton de Saint-Just-en-Chaussée |
| IIIe        | 3 avril 1967    | 30 mai 1968    | Robert Hersant     | FGDS                       | Éditeur et patron de presse. Maire de Liancourt et conseiller général du canton de Saint-Just-en-Chaussée Mandat écourté à la suite d'une dissolution parlementaire décidée par Charles de Gaulle.                                                |
| IVe         | 11 juillet 1968 | 1er avril 1973 | Robert Hersant     | UDR                        | Éditeur et patron de presse. Maire de Liancourt et conseiller général du canton de Saint-Just-en-Chaussée |
| Ve          | 2 avril 1973    | 2 avril 1978   | Robert Hersant     | CDP                        | Éditeur et patron de presse. Maire de Liancourt |
| VIe         | 3 avril 1978    | 22 mai 1981    | Raymond Maillet    | PCF                        | Maire de Monchy-Saint-Éloi (1970-1981), conseiller général du canton de Liancourt (1976-1984) et Président du conseil régional de Picardie (1980-1981) Mandat écourté à la suite d'une dissolution parlementaire décidée par François Mitterrand. |
| VIIe        | 2 juillet 1981  | 1er avril 1986 | Jean-Pierre Braine | PS                         | Maire de Saint-Just-en-Chaussée de 1977 à 2001 |

## Historique des résultats

### Élections de 1958
| Candidat       | Candidat               | Parti                     | Premier tour | Premier tour | Second tour | Second tour |  |
| Candidat       | Candidat               | Parti                     | Voix         | %            | Voix        | %           |  |
| -------------- | ---------------------- | ------------------------- | ------------ | ------------ | ----------- | ----------- |  |
|                | Robert Hersant élu     | Radsoc                    | 15 021       | 37,12        | 17 087      | 42,67       |  |
|                | Michel Roger           | PCF                       | 9 574        | 23,66        | 10 537      | 26,31       |  |
|                | Pierre Barrachin       | CNIP                      | 9 167        | 22,65        | 10 132      | 25,30       |  |
|                | Jean-Jacques Marzorati | SFIO                      | 2 636        | 6,51         | Retrait     | Retrait     |  |
|                | Charles Dimary         | Divers droite (Gaulliste) | 2 424        | 5,99         | 2 291       | 5,72        |  |
|                | Jean-Louis Douel       | Divers droite (Gaulliste) | 1 644        | 4,06         |             |             |  |
|                |                        |                           |              |              |             |             |  |
| Inscrits       | Inscrits               | Inscrits                  | 51 774       | 100,00       | 51 747      | 100,00      |  |
| Abstentions    | Abstentions            | Abstentions               | 9 911        | 19,14        | 10 588      | 20,46       |  |
| Votants        | Votants                | Votants                   | 41 863       | 80,86        | 41 159      | 79,54       |  |
| Blancs et nuls | Blancs et nuls         | Blancs et nuls            | 1 397        | 3,34         | 1 112       | 2,7         |  |
| Exprimés       | Exprimés               | Exprimés                  | 40 466       | 96,66        | 40 047      | 97,3        |  |

### Élections de 1962
| Candidat       | Candidat                     | Parti                     | Premier tour | Premier tour | Second tour | Second tour |  |
| Candidat       | Candidat                     | Parti                     | Voix         | %            | Voix        | %           |  |
| -------------- | ---------------------------- | ------------------------- | ------------ | ------------ | ----------- | ----------- |  |
|                | Robert Hersant sortant réélu | Radsoc                    | 17 549       | 45,68        | 17 802      | 45,65       |  |
|                | Michel Dupuy                 | UNR-UDT                   | 9 070        | 23,61        | 9 802       | 25,14       |  |
|                | Michel Roger                 | PCF                       | 9 665        | 25,16        | 10 547      | 27,05       |  |
|                | Henri Argelliès              | Divers droite (Gaulliste) | 2 135        | 5,56         | 846         | 2,17        |  |
|                |                              |                           |              |              |             |             |  |
| Inscrits       | Inscrits                     | Inscrits                  | 52 261       | 100,00       | 52 228      | 100,00      |  |
| Abstentions    | Abstentions                  | Abstentions               | 12 370       | 23,67        | 12 064      | 23,1        |  |
| Votants        | Votants                      | Votants                   | 39 891       | 76,33        | 40 164      | 76,9        |  |
| Blancs et nuls | Blancs et nuls               | Blancs et nuls            | 1 472        | 3,69         | 1 167       | 2,91        |  |
| Exprimés       | Exprimés                     | Exprimés                  | 38 419       | 96,31        | 38 997      | 97,09       |  |

### Élections de 1967
| Candidat       | Candidat                     | Parti          | Premier tour | Premier tour | Second tour | Second tour |  |
| Candidat       | Candidat                     | Parti          | Voix         | %            | Voix        | %           |  |
| -------------- | ---------------------------- | -------------- | ------------ | ------------ | ----------- | ----------- |  |
|                | Robert Hersant sortant réélu | FGDS (Radical) | 17 327       | 38,56        | 21 323      | 48,90       |  |
|                | Noël Durand                  | PCF            | 10 328       | 22,98        | 13 524      | 31,02       |  |
|                | André Merquiol               | UD-Ve          | 7 639        | 17,00        | 8 755       | 20,08       |  |
|                | Clément Mazeret              | CNI            | 4 051        | 9,01         |             |             |  |
|                | Jean Baert                   | CD (PDM)       | 3 843        | 8,55         |             |             |  |
|                | André Pommery                | Soc.ind.       | 1 752        | 3,90         |             |             |  |
|                | Paul Macori                  | Divers         | 0            | 0            |             |             |  |
|                |                              |                |              |              |             |             |  |
| Inscrits       | Inscrits                     | Inscrits       | 54 061       | 100,00       | 54 052      | 100,00      |  |
| Abstentions    | Abstentions                  | Abstentions    | 8 040        | 14,87        | 9 030       | 16,71       |  |
| Votants        | Votants                      | Votants        | 46 021       | 85,13        | 45 022      | 83,29       |  |
| Blancs et nuls | Blancs et nuls               | Blancs et nuls | 1 081        | 2,35         | 1 420       | 3,15        |  |
| Exprimés       | Exprimés                     | Exprimés       | 44 940       | 97,65        | 43 602      | 96,85       |  |

### Élections de 1968
| Candidat       | Candidat                     | Parti          | Premier tour | Premier tour | Second tour | Second tour |  |
| Candidat       | Candidat                     | Parti          | Voix         | %            | Voix        | %           |  |
| -------------- | ---------------------------- | -------------- | ------------ | ------------ | ----------- | ----------- |  |
|                | Robert Hersant sortant réélu | Rad            | 16 661       | 37,18        | 16 437      | 37,07       |  |
|                | Jean Bouet                   | RI (URP)       | 13 844       | 30,90        | 15 014      | 33,86       |  |
|                | Noël Durand                  | PCF            | 11 370       | 25,38        | 12 888      | 29,07       |  |
|                | Michel Fontès                | PSU            | 2 931        | 6,54         |             |             |  |
|                |                              |                |              |              |             |             |  |
| Inscrits       | Inscrits                     | Inscrits       | 54 045       | 100,00       | 54 068      | 100,00      |  |
| Abstentions    | Abstentions                  | Abstentions    | 8 474        | 15,68        | 9 149       | 16,92       |  |
| Votants        | Votants                      | Votants        | 45 571       | 84,32        | 44 919      | 83,08       |  |
| Blancs et nuls | Blancs et nuls               | Blancs et nuls | 765          | 1,68         | 580         | 1,29        |  |
| Exprimés       | Exprimés                     | Exprimés       | 44 806       | 98,32        | 44 339      | 98,71       |  |

Le suppléant de Robert Hersant était André Boussemart, Président des Imprimeries Richelieu.
Soutenu par la FGDS et par le Centre démocrate, partis d'opposition, Robert Hersant siégea comme apparenté au groupe centriste PDM.

### Élections de 1973
| Candidat       | Candidat                     | Parti          | Premier tour | Premier tour | Second tour | Second tour |  |
| Candidat       | Candidat                     | Parti          | Voix         | %            | Voix        | %           |  |
| -------------- | ---------------------------- | -------------- | ------------ | ------------ | ----------- | ----------- |  |
|                | Robert Hersant sortant réélu | CDP (URP)      | 23 907       | 47,99        | 26 534      | 53,80       |  |
|                | Raymond Maillet              | PCF            | 12 911       | 25,92        | 22 786      | 46,20       |  |
|                | Marcel Ville                 | PSU (PS)       | 11 340       | 22,76        | Retrait     | Retrait     |  |
|                | Jean Le Hir                  | FN             | 1 659        | 3,33         |             |             |  |
|                |                              |                |              |              |             |             |  |
| Inscrits       | Inscrits                     | Inscrits       | 59 528       | 100,00       | 59 530      | 100,00      |  |
| Abstentions    | Abstentions                  | Abstentions    | 8 294        | 13,93        | 8 206       | 13,78       |  |
| Votants        | Votants                      | Votants        | 51 234       | 86,07        | 51 324      | 86,22       |  |
| Blancs et nuls | Blancs et nuls               | Blancs et nuls | 1 417        | 2,77         | 2 004       | 3,9         |  |
| Exprimés       | Exprimés                     | Exprimés       | 49 817       | 97,23        | 49 320      | 96,1        |  |

Robert Hersant était soutenu par le Mouvement réformateur et par les partis de la majorité (UDR, RI et CDP).
En 1978, Robert Hersant est candidat dans la Sixième circonscription des Hauts-de-Seine.

### Élections de 1978
| Candidat       | Candidat             | Parti             | Premier tour | Premier tour | Second tour | Second tour |  |
| Candidat       | Candidat             | Parti             | Voix         | %            | Voix        | %           |  |
| -------------- | -------------------- | ----------------- | ------------ | ------------ | ----------- | ----------- |  |
|                | Raymond Maillet élu  | PCF               | 17 132       | 27,46        | 33 336      | 53,13       |  |
|                | Jacques Hersant      | UDF (CDS)         | 15 522       | 24,88        | 29 411      | 46,87       |  |
|                | Gilles Martinet      | PS                | 13 144       | 21,07        | Retrait     | Retrait     |  |
|                | Philippe Marini      | RPR               | 7 489        | 12,00        |             |             |  |
|                | Charles Baur         | UDF (MDSF)        | 3 951        | 6,33         |             |             |  |
|                | Marie-Claire Baudrin | LO                | 1 232        | 1,97         |             |             |  |
|                | Philippe Benoist     | Divers écologiste | 1 219        | 1,95         |             |             |  |
|                | Xavier Goyet         | Divers écologiste | 899          | 1,44         |             |             |  |
|                | Florence Montreynaud | Divers            | 735          | 1,18         |             |             |  |
|                | Michel Cauffetier    | Divers droite     | 630          | 1,01         |             |             |  |
|                | Michel Goemaere      | Divers droite     | 287          | 0,71         |             |             |  |
|                | P. Rico              | FN                | 153          | 0,24         |             |             |  |
|                |                      |                   |              |              |             |             |  |
| Inscrits       | Inscrits             | Inscrits          | 72 622       | 100,00       | 72 570      | 100,00      |  |
| Abstentions    | Abstentions          | Abstentions       | 8 986        | 12,37        | 7 818       | 10,77       |  |
| Votants        | Votants              | Votants           | 63 636       | 87,63        | 64 752      | 89,23       |  |
| Blancs et nuls | Blancs et nuls       | Blancs et nuls    | 1 243        | 1,95         | 2 005       | 3,1         |  |
| Exprimés       | Exprimés             | Exprimés          | 62 393       | 98,05        | 62 747      | 96,9        |  |

La suppléante de Raymond Maillet était Annie Salomon, technicienne en informatique.

### Élections de 1981
Les élections législatives françaises de 1981 ont eu lieu les dimanches 14 et 21 juin 1981.
|                  | Jean-Pierre Braine   | PS             | 19 740 | 34,70  | 36 593  | 60,84   |  |  |  |  |  |  |  |
|                  | Jean-Marc Simon      | RPR            | 16 042 | 28,20  | 23 553  | 39,16   |  |  |  |  |  |  |  |
|                  | Raymond Maillet*     | PCF            | 15 449 | 27,16  | Retrait | Retrait |  |  |  |  |  |  |  |
|                  | Jean-Michel Sinet    | UDF            | 3 794  | 6,67   |         |         |  |  |  |  |  |  |  |
|                  | Michel Bouvier       | PSU            | 1 121  | 1,97   |         |         |  |  |  |  |  |  |  |
|                  | Philippe Lazarevitch | LO             | 745    | 1,30   |         |         |  |  |  |  |  |  |  |
|                  |                      |                |        |        |         |         |  |  |  |  |  |  |  |
| Inscrits         | Inscrits             | Inscrits       | 78 529 | 100,00 | 78 520  | 100,00  |  |  |  |  |  |  |  |
| Abstentions      | Abstentions          | Abstentions    | 20 634 | 26,28  | 16 933  | 21,57   |  |  |  |  |  |  |  |
| Votants          | Votants              | Votants        | 57 895 | 73,72  | 61 587  | 78,43   |  |  |  |  |  |  |  |
| Blancs et nuls   | Blancs et nuls       | Blancs et nuls | 1 004  | 1,73   | 1 441   | 2,34    |  |  |  |  |  |  |  |
| Exprimés         | Exprimés             | Exprimés       | 56 891 | 98,27  | 60 146  | 97,66   |  |  |  |  |  |  |  |
| * député sortant |                      |                |        |        |         |         |  |  |  |  |  |  |  |

Le suppléant de Jean-Pierre Braine était Jean-Luc Pingrenon, fonctionnaire, maire de Pont-Sainte-Maxence.